# Хрисаненков, Лукьян Афанасьевич
Лукьян Афанасьевич Хрисаненков (неправильно Хрисоненков; 1883, Горки, Могилёвская губерния — после 1918) — эсер, делегат Всероссийского Учредительного собрания.

## Биография
Лукьян Хрисаненков родился в 1883 году в Горках одноимённого уезда Могилевской губернии в семье крестьянина Афанасия Хрисаненкова. После окончания двухклассного училища прошёл курсы землемеров, затем учился в Киевском коммерческом институте и служил землемером-таксатором.
Лукьян Афанасьевич вступил в Партию социалистов-революционеров (ПСР) через три года после её создания — в 1905 году. Тогда же он стал организатором Крестьянского союза в родном уезде. После Февральской революции, в 1917 году, Хрисаненков был выбран председателем Горецкого уездного Совета крестьянских депутатов и, одновременно, председателем уездного земельного комитета (земкома). Им был разработан секретный «план борьбы за Учредительное собрание», обсуждавшегося фракцией ПСР.
В том же году Лукьян Хрисаненков избрался в члены Учредительного собрания по Могилёвскому избирательному округу от эсеров и Совета крестьянских депутатов (список № 1). 5 января 1918 года Лукьян Афанасьевич стал участников знаменитого заседания-разгона Собрания.
В дальнейшем его следы теряются: роль в Гражданской войне не ясна, в списках КОМУЧа не обнаружен.